# Vilshofen an der Donau

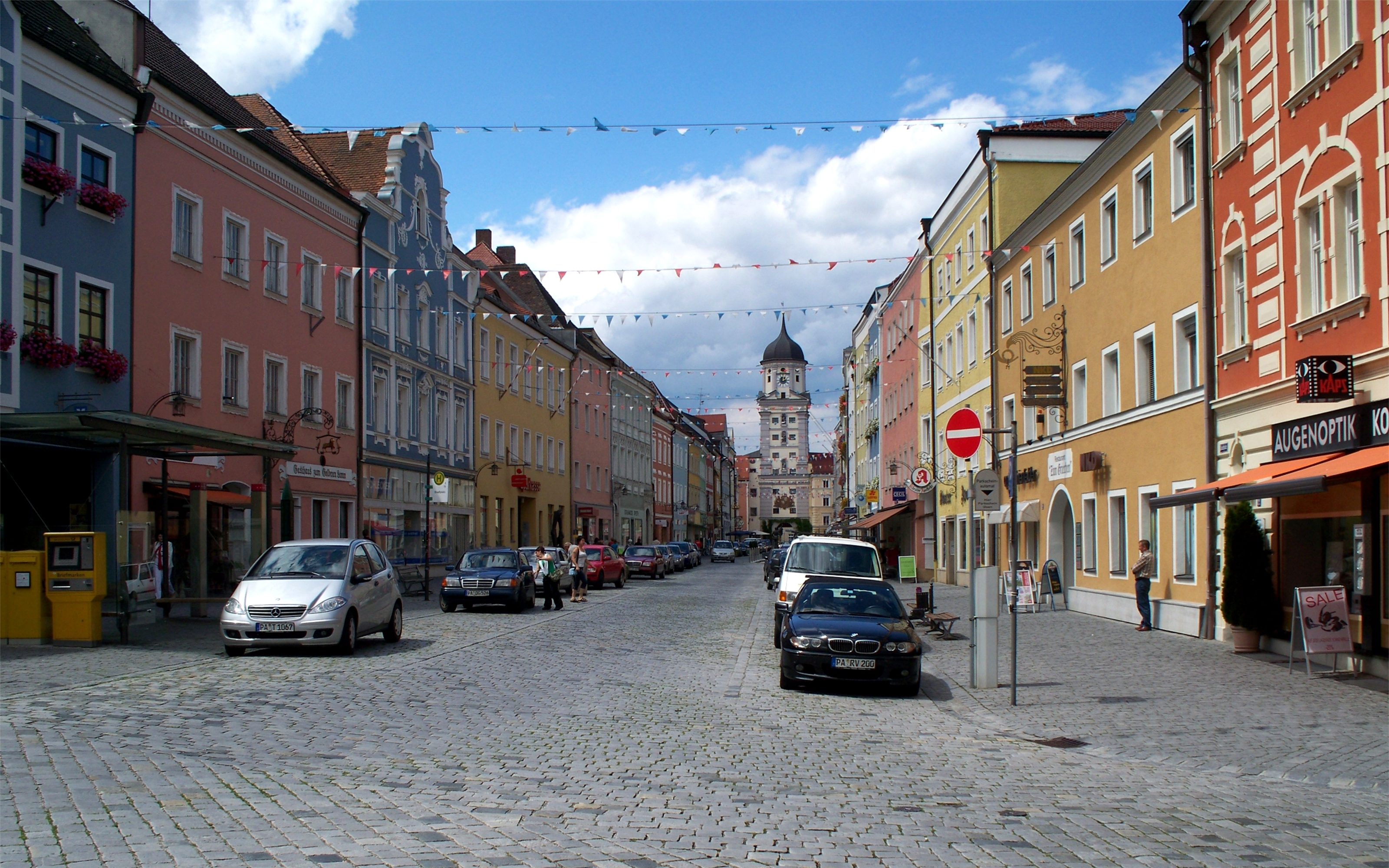

Vilshofen an der Donau är en stad i Landkreis Passau i Regierungsbezirk Niederbayern i förbundslandet Bayern i Tyskland.